# Antonivka, Jîdaciv
Antonivka (în ucraineană Антонівка) este un sat în comuna Liubșa din raionul Jîdaciv, regiunea Liov, Ucraina.

## Demografie
Componența lingvistică a localității Antonivka
     Ucraineană (99,08%)
     Alte limbi (0,73%)
Conform recensământului din 2001, majoritatea populației localității Antonivka era vorbitoare de ucraineană (99,08%), existând în minoritate și vorbitori de alte limbi.